# Saison 2 de La Guerre des trônes : La Véritable Histoire de l'Europe
La deuxième saison de La Guerre des trônes : La Véritable Histoire de l'Europe est une émission de télévision historique qui retrace l'histoire de l'Europe de 1590 à 1643, une période marquée par les guerres de religion.
Présentée par Bruno Solo, elle est diffusée sur France 5 du 21 décembre 2018 au 4 janvier 2019.

## Principe de l'émission
Chaque numéro retrace l’épopée des dynasties rivales ainsi que les jeux de pouvoir qui ont écrit l’histoire de l’Europe au XVIe siècle, au travers de reconstitutions historiques et de la visite de différents lieux en rapport avec le sujet traité.
En parallèle, Bruno Solo explique les enjeux géopolitiques des différentes guerres ainsi que les interactions entre les souverains impliqués en déplaçant des pions sur une grande carte de l'Europe.

## Présentation et réalisation
Chaque numéro est présenté par le comédien Bruno Solo.
La réalisation des émissions est dirigée par Vanessa Pontet et Alain Brunard.

## Période historique
Cette saison raconte l'histoire de l'Europe du XVIe siècle, à l'époque des guerres de religion.
Elle s'intéresse notamment aux règnes du roi de France Henri II et de la reine d'Angleterre Élisabeth Ire.
Elle décrypte également le rôle de Catherine de Médicis, les intrigues de la famille de Guise, ainsi que le choix d'Henri de Navarre de se convertir au catholicisme pour pouvoir monter sur le trône de France.
Bruno solo explique : « Cette saison parle des huit guerres de religion qui, de 1542 à 1595, ont massacré un grand nombre de protestants mais également de catholiques, au nom d'une guerre d'intolérance et de cohabitation de ces deux religions en Europe, au travers des cours d'Angleterre, de France, d'Espagne, du Saint-Empire romain germanique. »
Il ajoute : « On évoque Catherine de Médicis, Marie Stuart... On évoque beaucoup de femmes qui sont au centre de ces intrigues, de ces décisions politiques qui vont façonner l'Europe d'aujourd'hui et même dessiner certaines de ses frontières, qui ont à peine bougé ou à peine été transformées. »

## Liste des épisodes

### Le Jeu de dames (1542-1559)
Première diffusion
- France : 21 décembre 2018 (France 5)

Résumé

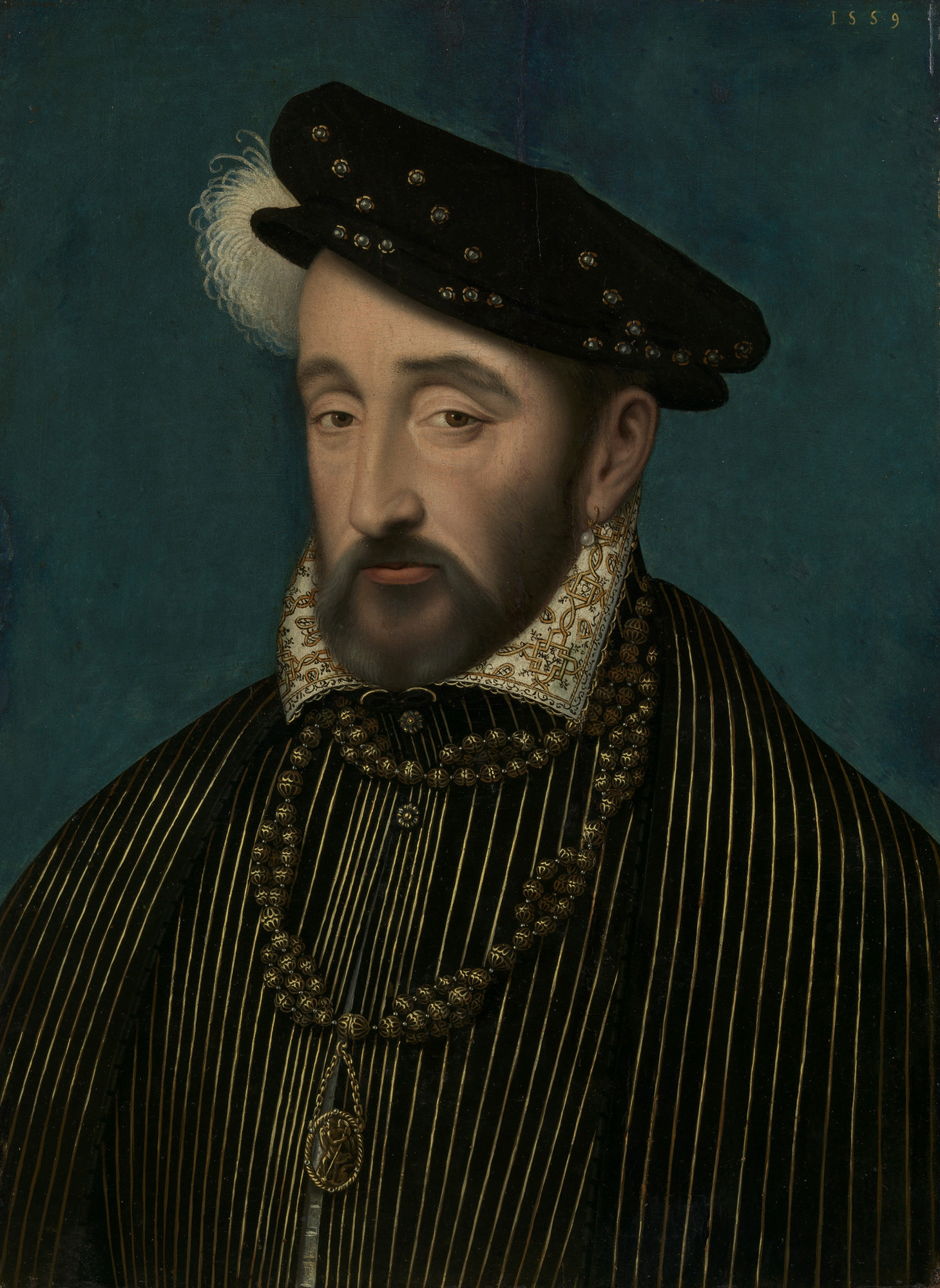
Portrait d'Henri II par François Clouet (1559).

En 1548, le roi de France Henri II décide de marier la jeune reine d'Ecosse Marie Stuart, alors âgée de 5 ans, à son fils, le futur François II. Avec le soutien du duc de Guise, il reprend également la ville de Calais aux Anglais.
En 1556, l’empereur du Saint Empire Romain Germanique Charles Quint abdique en faveur de son fils Philippe II d’Espagne. Cette décision redistribue les cartes de la politique en Europe,.

### Au nom de Dieu (1559-1561)
Première diffusion
- France : 21 décembre 2018 (France 5)

Résumé
La montée du protestantisme en Europe provoque le début des guerres de religion en Europe. En France, le roi Henri II meurt accidentellement lors d’un tournoi. Son fils François II monte alors sur le trône mais il doit faire face à de nombreux complots et trahisons, ainsi qu'à la contestation des protestants.
En Angleterre, la reine Élisabeth Ire, qui soutient les protestants, décide d'envahir l’Écosse,.

### L'Europe s'embrase (1561-1569)
Première diffusion
- France : 28 décembre 2018 (France 5)

Résumé
En France, Catherine de Médicis assure la régence pour le compte de son fils Charles IX mais ne parvient pas à empêcher la guerre civile.
Dans les Flandres, le roi Philippe II d’Espagne doit faire face à une révolte des protestants. En Angleterre, la reine Élisabeth Ire est en conflit ouvert avec sa cousine, la reine d’Écosse Marie Stuart.

### Noces de sang (1567-1574)
Première diffusion
- France : 28 décembre 2018 (France 5)

Résumé

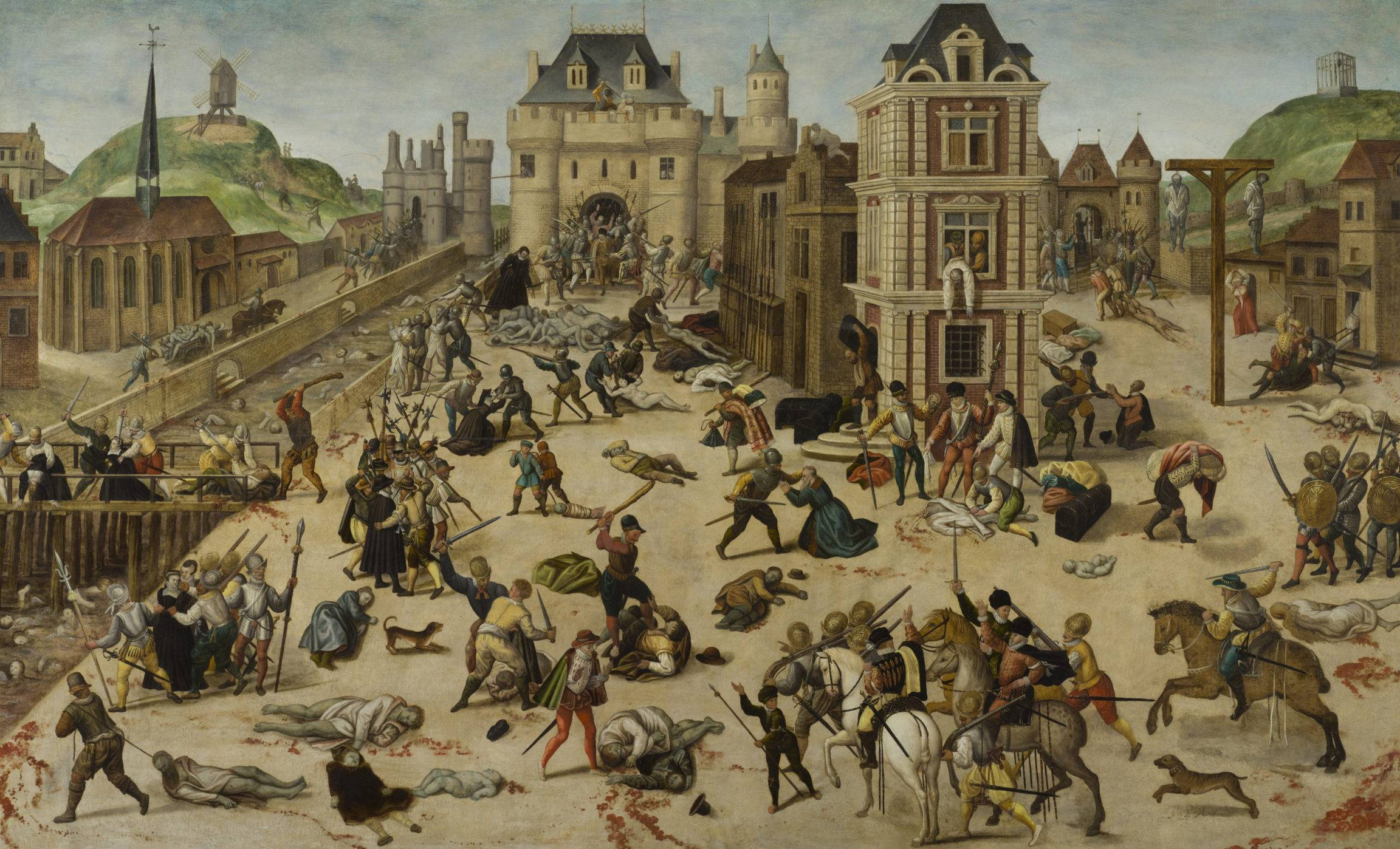
Le Massacre de la Saint-Barthélemy, par François Dubois.

En France, Catherine de Médicis décide de marier sa fille Marguerite de Valois, qui est catholique, au jeune Henri de Navarre, qui est protestant, afin d'apaiser le conflit religieux.
Cependant, quelques jours après le mariage, le 24 août 1572, survient le Massacre de la Saint-Barthélemy, durant lequel de nombreux protestants sont massacrés. Cet événement provoque une onde de choc en Europe.

### Frères ennemis (1575-1584)
Première diffusion
- France : 4 janvier 2019 (France 5)

Résumé
En Écosse, la reine Marie Stuart est contrainte d’abdiquer et doit fuir vers l’Angleterre où elle est emprisonnée par sa cousine, la reine Elisabeth.
Dans les Flandres, Guillaume d’Orange demande un soutien militaire à la France pour combattre Philippe II d’Espagne.

### Le Dernier des Valois (1584-1594)
Première diffusion
- France : 4 janvier 2019 (France 5)

Résumé

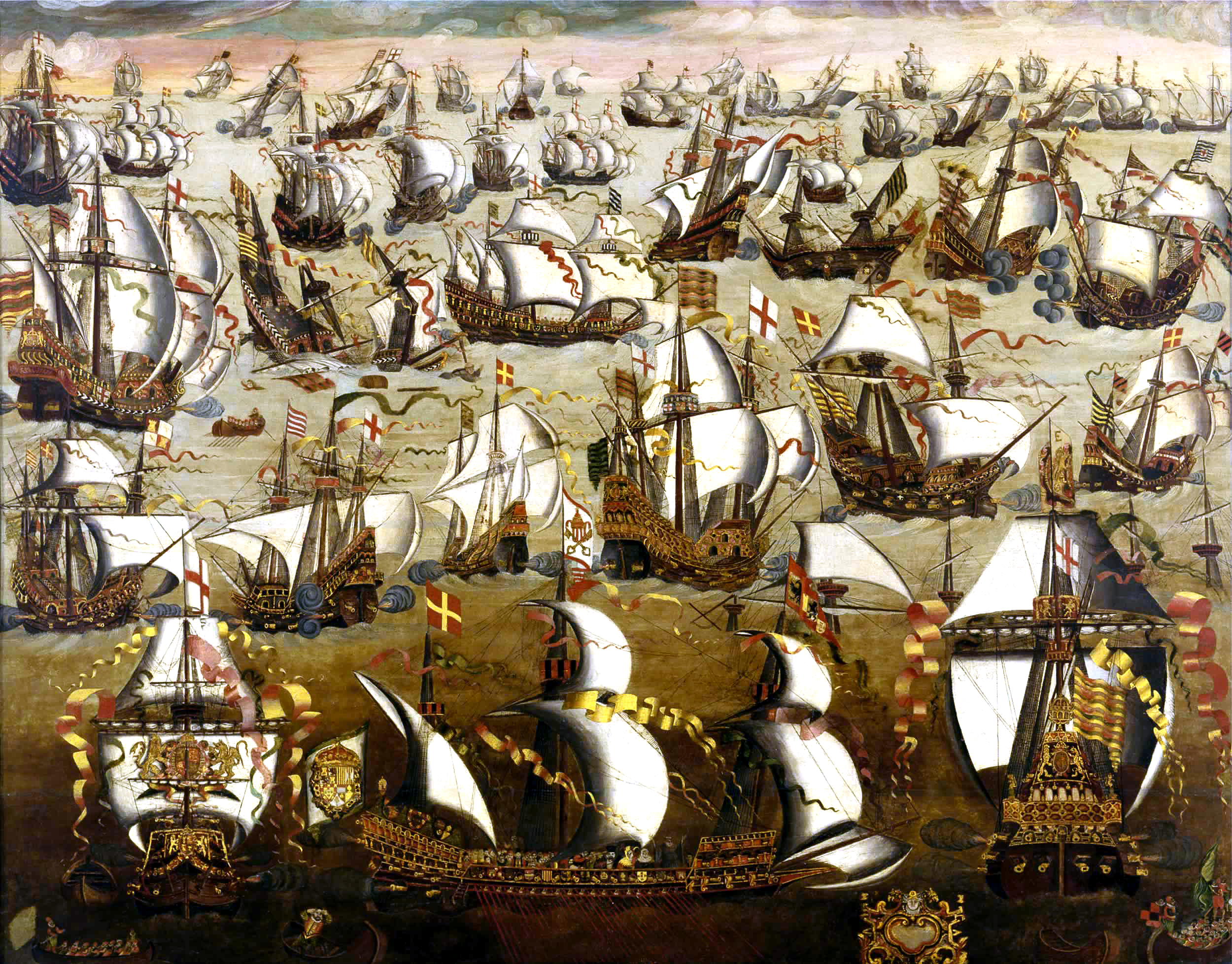
Bataille entre l'Armada espagnole et la flotte anglaise (xvie siècle).

En France, le roi Henri III n’a pas d’héritier. Catherine de Médicis fait tout pour éviter qu'Henri de Navarre, qui est protestant, lui succède.
En Angleterre, la reine Elisabeth fait décapiter sa cousine Marie Stuart. Cette décision provoque l'entrée en guerre de l'Espagne. Le roi Philippe II d'Espagne envoie alors une immense flotte, l'Invincible Armada, à l'assaut des côtes anglaises.

## Distribution
Sauf indication contraire, les informations mentionnées dans cette section peuvent être confirmées par la base de données cinématographiques IMDb,  présente dans la section « Liens externes ».
- Valérie Stroh : Diane de Poitiers
- Michaël Fuhs : Charles Quint
- Jean-Luc Jacquot : Ambroise Paré
- Vanessa Valence : Marie Tudor
- Mathéo Capelli : Antoine de Bourbon
- Didier Mérigou : l'amiral de Coligny
- Bruno Rochette : François de Guise
- Elya Birman : Henri II
- Marie Bouvet : Catherine de Médicis (jeune)
- Alexandra Kazan : Catherine de Médicis[10]
- Frédéric Etherlinck : William Cecil
- Benjamin Garnier : Philippe II
- Ludovic Charles : Louis Ier de Bourbon-Condé
- Pierre Thorrignac : Robert Dudley
- Alix Blumberg dit Fleurmont : Élisabeth Ire (jeune)
- Isabelle Desplantes : Élisabeth Ire
- Daphné Bonneton : Marie Stuart (jeune)
- Julie Mouamma : Marie Stuart
- Sacha Jachimiak : François II à 4 ans
- Quentin Santarelli : François II
- Axel Ducret : Charles IX
- Teddy Candela : Henri de Guise
- Élie Kaempfen : Henri III
- Adrien Letartre : François d'Alençon
- Jessica Morali : Marguerite de Valois
- Léo Barcet : Henri IV

## Tournage

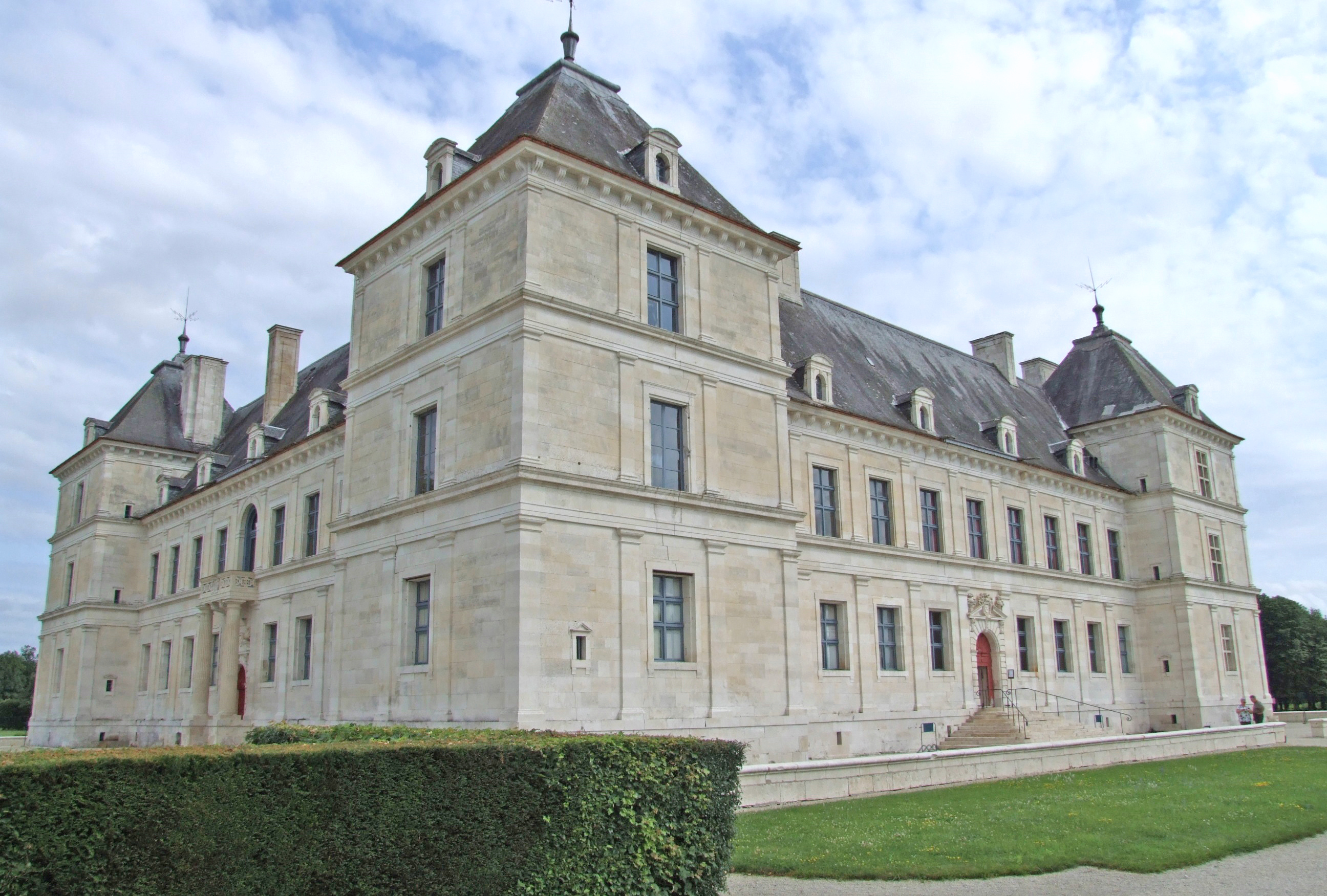
Parmi les lieux visités, on retrouve le château d'Ancy-le-Franc.

Outre les reconstitutions historiques, différentes séquences ont été tournées dans les lieux en lien avec la période traitée, notamment :
- Le Centre des monuments nationaux
- La cathédrale Notre-Dame de Paris
- Le musée du Louvre
- La basilique Saint-Denis
- Le musée Saint-Remi de Reims
- La cathédrale Notre-Dame de Reims
- Le prieuré de Vivoin
- Le domaine national de Chambord
- Le château d'Anet
- Le château de Blois
- Le château de Chenonceau
- Le château de Fontainebleau
- Le château du Plessis-Bourré
- Le château d'Ancy-le-Franc[1],[11]

La coréalisatrice Vanessa Pontet explique :

« Parmi les nombreux châteaux Renaissance en France, Ancy-le-Franc est le seul à disposer d’une architecture italienne à la Catherine de Médicis, qui plus est avec des décors et des intérieurs admirablement restaurés et entretenus [...] Des sous-sols aux combles, de la bibliothèque à la chapelle, nous avons exploité toute la richesse du château. »

## Diffusion
La deuxième saison est diffusée le vendredi 21 décembre 2018 (épisodes 1 et 2), le vendredi 28 décembre 2018 (épisodes 3 et 4) puis le vendredi 4 janvier 2019 (épisodes 5 et 6).

## Audiences
| Rang | Première diffusion | Titre                 | Période   | Nombre de téléspectateurs | Part d'audience |
| ---- | ------------------ | --------------------- | --------- | ------------------------- | --------------- |
| 5    | 21 décembre 2018   | Le Jeu de dames       | 1542-1559 | 1 010 000                 | 4,6 %           |
| 6    | 21 décembre 2018   | Au nom de Dieu        | 1559-1561 | 1 010 000                 | 4,6 %           |
| 7    | 28 décembre 2018   | L'Europe s'embrase    | 1561-1569 | 875 000                   | 4,1 %           |
| 8    | 28 décembre 2018   | Noces de sang         | 1567-1574 | 875 000                   | 4,1 %           |
| 9    | 4 janvier 2019     | Frères ennemis        | 1575-1584 | 840 000                   | 3,6 %           |
| 10   | 4 janvier 2019     | Le Dernier des Valois | 1584-1594 | 840 000                   | 3,6 %           |

## Avis de la presse
La journaliste Eva Roque note que dans cette saison, « il faut parfois s'accrocher pour comprendre tous les enjeux décrits. Reste que cette deuxième saison est plus qualitative que l'an dernier. Elle mériterait même des moyens supplémentaires. »,